# UPT Sp IV Koto Tengah/Kepenuhan
UPT Sp IV Koto Tengah/Kepenuhan is een bestuurslaag in het regentschap Rokan Hulu van de provincie Riau, Indonesië. UPT Sp IV Koto Tengah/Kepenuhan telt 1025 inwoners (volkstelling 2010).